# Prionalpheus
Prionalpheus is een geslacht van kreeftachtigen uit de klasse van de Malacostraca (hogere kreeftachtigen).

## Soorten
- Prionalpheus brachytomeus Banner & Banner, 1971
- Prionalpheus fissipes (Coutière, 1908)
- Prionalpheus gomezi Martínez-Iglesias & Carvacho, 1991
- Prionalpheus mortoni Bruce, 1990
- Prionalpheus nayaritae Alvarez, Camacho & Villalobos, 1996
- Prionalpheus sulu Banner & Banner, 1971
- Prionalpheus triarticulatus Banner & Banner, 1960